# Neumoegenia smithi
Neumoegenia smithi là một loài bướm đêm trong họ Noctuidae.